# Guide Post
Guide Post – wieś w Anglii, w hrabstwie Northumberland. Leży 21 km na północ od miasta Newcastle upon Tyne i 417 km na północ od Londynu. W 2001 miejscowość liczyła 9350 mieszkańców.